# Списак тенисера
Овде се налази списак познатих тенисера.
|  |  |  |  |  |  |  |  |  |  |  |  |  |  |  |  |  |  |  |  |  |  |  |  |  |  |  |  |  |  |

## А
- Андре Агаси
- Хуан Агилера
- Хосе Акасусо
- Аристидис Акратопулос
- Константинос Акратопулос
- Раду Албот
- Николас Алмагро
- Кевин Андерсон
- Игор Андрејев
- Пабло Андухар
- Марио Анчић
- Радмило Арменулић
- Симон Аспелин

## Б
- Маркос Багдатис
- Николоз Басилашвили
- Роберто Баутиста Агут
- Дон Баџ
- Аљаж Бедене
- Карол Бек
- Бенјамин Бекер
- Борис Бекер
- Алфонсо Бел
- Томаз Белучи
- Жилијен Бенето
- Алберто Берасатеги
- Томаш Бердих
- Матео Беретини
- Јонас Бјеркман
- Џејмс Блејк
- Алекс Богдановић
- Бојан Божовић
- Илија Бозољац
- Џон Пајус Боланд
- Симоне Болели
- Бјерн Борг
- Боб и Мајк Брајан
- Милан Брановић
- Дастин Браун
- Серђи Бругера
- Махеш Бупати

## В
- Станислас Вавринка
- Маријан Вајда
- Мартин Васаљо Аргвељо
- Душан Вемић
- Фернандо Вердаско
- Мартин Веркерк
- Јиржи Весели
- Матс Виландер
- Гиљермо Вилас
- Филипо Воландри
- Маливај Вошингтон
- Тод Вудбриџ
- Крис Вудраф
- Марк Вудфорд

## Г
- Тејмураз Габашвили
- Кристијан Гарин
- Гиљермо Гарсија-Лопез
- Ришар Гаске
- Гастон Гаудио
- Витас Герулајтис
- Бред Гилберт
- Борна Гојо
- Андреј Голубјев
- Андрес Гомез
- Фернандо Гонзалез
- Давид Гофен
- Марсел Гранољерс
- Себастијан Грожан
- Симон Гројл
- Самјуел Грот
- Ернестс Гулбис
- Крис Гучиони

## Д
- Николај Давиденко
- Маркос Данијел
- Франк Данчевић
- Стив Дарси
- Двајт Дејвис
- Федерико Делбонис
- Тејлор Дент
- Григор Димитров
- Иван Додиг
- Александар Долгополов
- Јарослав Дробни

## Ђ
- Ласло Ђере
- Новак Ђоковић
- Марко Ђоковић

## Е
- Стефан Едберг
- Марк Едмондсон
- Кајл Едмунд
- Рој Емерсон
- Томас Енквист
- Пјер-Иг Ербер
- Јонатан Ерлих
- Оскар Ернандез
- Артур Еш

## Ж
- Грега Жемља
- Слободан Живојиновић
- Марк Жикел
- Фредерико Жил

## З
- Владимир Забродски
- Александар Зверев
- Миша Зверев
- Орасио Зебаљос
- Ненад Зимоњић

## И
- Горан Иванишевић
- Џон Изнер
- Марсел Илхан
- Денис Истомин

## Ј
- Јежи Јанович
- Боро Јовановић
- Јоаким Јохансон
- Томас Јохансон
- Михаил Јужни

## К
- Хуан Себастијан Кабал
- Блаж Кавчич
- Гиљермо Кањас
- Роко Каранушић
- Аслан Карацев
- Кевин Карен
- Пабло Карењо Буста
- Роберто Каретеро
- Иво Карловић
- Дионисиос Касдаглис
- Јевгениј Кафељников
- Сем Квери
- Данијел Келерер
- Дамир Керетић
- Камило Керетић
- Миомир Кецмановић
- Пет Кеш
- Ник Кириос
- Густаво Киртен
- Никола Кифер
- Марко Кјудинели
- Арно Клеман
- Мартин Клижан
- Јан Кодеш
- Филип Колшрајбер
- Џими Конорс
- Хенри Континен
- Петр Корда
- Алекс Коређа
- Гиљермо Корија
- Јевгениј Корољов
- Алберт Коста
- Јохан Крик
- Пеђа Крстин
- Пабло Куевас
- Фрањо Кукуљевић
- Михаил Кукушкин
- Филип Крајиновић
- Рихард Крајичек
- Џек Крејмер
- Штефан Кубек
- Лукаш Кубот
- Пабло Куевас
- Игор Куњицин
- Џим Куријер
- Карол Кучера

## Л
- Душан Лајовић
- Рене Лакост
- Николас Лапенти
- Род Лејвер
- Анри Леконт
- Иван Лендл
- Марк Лопез
- Фелисијано Лопез
- Паоло Лоренци
- Питер Лучак

## Љ
- Иван Љубичић
- Микаел Љодра

## М
- Никола Маи
- Леонардо Мајер
- Флоријан Мајер
- Гзавје Малис
- Адријан Манарино
- Феликс Мантиља
- Давид Мареро
- Енди Мари
- Џејми Мари
- Тод Мартин
- Николас Масу
- Пол-Анри Матје
- Маринко Матошевић
- Андреј Медведев
- Данил Медведев
- Никола Мектић
- Марсело Мело
- Јирген Мелцер
- Милослав Мечирж
- Џон Макенро
- Жил Милер
- Никола Милојевић
- Макс Мирни
- Драгутин Митић
- Карлос Моја
- Иван Молина
- Хуан Монако
- Алберт Монтањес
- Гаел Монфис
- Томас Мустер

## Н
- Рафаел Надал
- Давид Налбандијан
- Илије Настасе
- Данијел Нестор
- Јарко Нијеминен
- Сима Николић
- Кеј Нишикори
- Јаник Ноа
- Јиржи Новак
- Карел Новачек
- Артур Норис
- Магнус Норман

## Њ
- Џон Њуком

## О
- Вејн Одесник
- Феликс Оже Алијасим
- Албано Оливети
- Ренцо Оливо
- Мануел Орантес
- Бруно Орешар
- Луис Орна

## П
- Андреј Павел
- Иван Павелић
- Мате Павић
- Леандер Паес
- Јосип Палада
- Илија Панајотовић
- Адријано Паната
- Константинос Паспатис
- Борис Пашански
- Беноа Пер
- Фред Пери
- Микаел Пернфош
- Данило Петровић
- Деметриос Петрококинос
- Филип Печнер
- Никола Пилић
- Седрик Пиолин
- Никола Пјетранђели
- Ивко Плећевић
- Филип Полашек
- Александар Поповић
- Алберт Портас
- Вашек Поспишил
- Хуан Мартин дел Потро
- Андре Прево
- Горан Прпић
- Маријано Пуерта
- Лука Пуј
- Фрањо Пунчец

## Р
- Евангелос Ралис
- Раџив Рам
- Рубен Рамирез Идалго
- Алберт Рамос-Вињолас
- Милош Раонић
- Патрик Рафтер
- Вилијам Реншо
- Марсело Риос
- Стефан Робер
- Џорџ Стјуарт Робертсон
- Томи Робредо
- Енди Родик
- Кристоф Рокус
- Оливје Рокус
- Марк Росе
- Лукаш Росол
- Кен Роузвол
- Тони Роуч
- Андреј Рубљов
- Грег Руседски

## С
- Пит Сампрас
- Тенис Сандгрен
- Мануел Сантана
- Фабрис Санторо
- Емилио Санчез
- Марат Сафин
- Робин Седерлинг
- Дуди Села
- Андреас Сепи
- Флоран Сера
- Иван Сергејев
- Нино Сердарушић
- Жил Симон
- Јаник Синер
- Ричард Сирс
- Стен Смит
- Џек Сок
- Жоао Соуза
- Парадорн Сричапан
- Потито Стараче
- Сергиј Стаховски
- Такао Сузуки

## Т
- Роско Танер
- Момчило Тапавица
- Орија Текау
- Марко Тепавац
- Бил Тилден
- Доминик Тим
- Јанко Типсаревић
- Брајан Тичер
- Бернард Томић
- Фридрих Траун
- Виктор Троицки
- Дмитриј Турсунов

## Ћ
- Никола Ћаћић
- Борна Ћорић

## Ф
- Алехандро Фаља
- Роберт Фара
- Роџер Федерер
- Вејн Фереира
- Давид Ферер
- Хуан Карлос Фереро
- Марк Филипусис
- Марди Фиш
- Едвин Теди Флек
- Фабио Фоњини
- Ги Форже
- Димитрис Франгопулос
- Жељко Франуловић
- Тејлор Фриц
- Мартон Фучович

## Х
- Виктор Ханеску
- Рајан Харисон
- Томи Хас
- Карен Хачанов
- Пол Хенли
- Тим Хенман
- Јан Херних
- Андрес Химено
- Данијел Химено-Травер
- Лејтон Хјуит
- Филип Хорански
- Доминик Хрбати
- Хуберт Хуркач

## Ц
- Стефанос Циципас
- Жо-Вилфрид Цонга

## Ч
- Марко Чекинато
- Хуан Игнасио Чела
- Мајкл Ченг
- Андреј Черкасов
- Андреј Чесноков
- Марин Чилић
- Чунг Хјон

## Џ
- Малек Џазири
- Роби Џинепри
- Стив Џонсон
- Дамир Џумхур

## Ш
- Денис Шаповалов
- Жереми Шарди
- Дијего Шварцман
- Рајнер Шитлер
- Франко Шкугор
- Никола Шпеар
- Михаел Штих
- Радек Штјепанек